# Palau op de Olympische Zomerspelen 2020
Palau nam deel aan de Olympische Zomerspelen 2020 in Tokio, Japan.

## Atleten
| sport    | mannen | vrouwen | totaal |
| -------- | ------ | ------- | ------ |
| Atletiek | 1      | 0       | 1      |
| Zwemmen  | 1      | 1       | 2      |
| totaal   | 2      | 1       | 3      |

## Sporten

### Atletiek
Mannen
Loopnummers
| atleet        | onderdeel | series | series | kwartfinale    | kwartfinale    | halve finale   | halve finale   | finale         | finale         |
| atleet        | onderdeel | tijd   | rang   | tijd           | rang           | tijd           | rang           | tijd           | rang           |
| ------------- | --------- | ------ | ------ | -------------- | -------------- | -------------- | -------------- | -------------- | -------------- |
| Adrian Ililau | 100 m     | 11,42  | 8      | niet geplaatst | niet geplaatst | niet geplaatst | niet geplaatst | niet geplaatst | niet geplaatst |

### Zwemmen
Mannen
| atleet                  | onderdeel       | series | series | halve finale   | halve finale   | finale         | finale         |
| atleet                  | onderdeel       | tijd   | rang   | tijd           | rang           | tijd           | rang           |
| ----------------------- | --------------- | ------ | ------ | -------------- | -------------- | -------------- | -------------- |
| Shawn Dingilius-Wallace | 50 m vrije slag | 27,46  | 67     | niet geplaatst | niet geplaatst | niet geplaatst | niet geplaatst |

Vrouwen
| atlete          | onderdeel       | series | series | halve finale   | halve finale   | finale         | finale         |
| atlete          | onderdeel       | tijd   | rang   | tijd           | rang           | tijd           | rang           |
| --------------- | --------------- | ------ | ------ | -------------- | -------------- | -------------- | -------------- |
| Osisang Chilton | 50 m vrije slag | 30,67  | 73     | niet geplaatst | niet geplaatst | niet geplaatst | niet geplaatst |